# Куаттро-Кастелла
Куаттро-Кастелла (итал. Quattro Castella) —  город в Италии, в провинции Реджо-нель-Эмилия области Эмилия-Романья.
Население составляет 11 209 человек, плотность населения составляет 244 чел./км². Занимает площадь 46 км². Почтовый индекс — 42020. Телефонный код — 0522.
Покровителем коммуны почитается святой Антонин, празднование 17 сентября.